# 墮天使

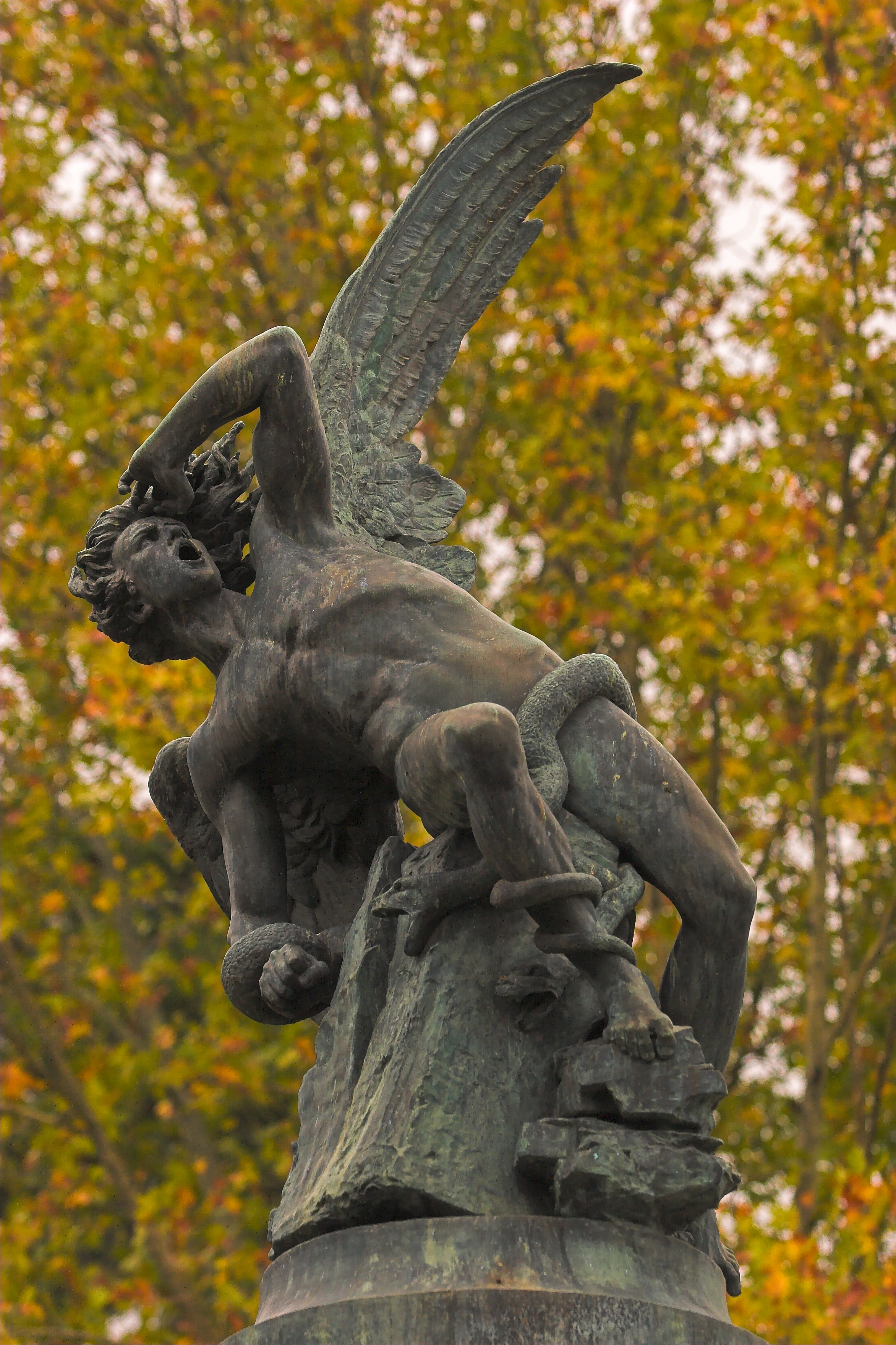
西班牙马德里公园内的墜天使雕塑

堕天使（Fallen Angel）也叫墮落天使,是指从天界被驱逐包括打入凡间的天使，通常原因包括因欲望或傲慢。最著名的墜天使名為路西法，路西法起来率領三分之一的天使反叛，挑战上帝的权威，因而被逐出天国，赶到地上。按照一些传统的记载，墜天使一直在地上漫游，直到审判日来到，它们就会被扔进火湖，之後會下地獄。

## 概述
在《神曲》及《失樂園》中，夾雜著歷史的脈絡，很多希臘羅馬神話中的鬼怪也一同被下放到了地獄，一場一場神與背叛者的征戰簡直就是人類歷史中戰爭的翻版。
這裡以比較著名且能夠列舉的，乃《啟示錄》及舊約《以賽亞書》，暗示曾經是天界最美麗、最有權勢的路西法因不服聖子而率1/3天使（133,306,668名），於天界北部邊境舉起反旗，最後所有叛黨一概被擊落地獄（正典寫得隱諱不明，這個故事也是在《失樂園》中陳述的劇本架構），其二乃《創世紀》和《巨人之書》稱天使墮落肇因於貪戀人間女子、生下巨人族而遭天譴（挪亞洪水事件），初期註釋家解釋說有9/10的天使是如此墮落的；有關於後者的故事可能較不廣為人知，因為這故事僅出於聖經偽典的《以諾書》中，文中述及貪戀人間女子的天使，之後都名列於墮天使的名冊當中，如阿撒瀉勒及莫斯提馬，以及有名的天使安士白（Asbeel），桑楊沙（Samyasa），所謂的看守天使（又作Watchers；“睜目觀看者”、“不眠者”）等，故事中天使見神所造的人類女子之美貌，便與之交合、生下了邪惡狂亂的巨人族（Nephilim）。憤怒的神便指示挪亞打造方舟避災，以大洪水消滅了地上萬物，並將看守天使打入天牢。在墮落之後，一部份被囚於第五天牢房，一部份被放逐到地獄，只有十分之一仍受神旨在地獄執行勤務。看守天使的墮落，也有人認為是出於善意，想將所有的知識和技能傳授給人類而逾越了界限。

## 墮天使的種類

### 看守天使
看守天使（Watchers，又名Grigori）負責代替神（耶和華）監視人類活動的團體。看守天使的墮落，也有人認為是出於善意，想將所有的知識和技能傳授給人類而逾越了界限。
根據《以諾書》記載，有兩百個叛逆的天使（即看守天使）離開天堂，來到人間，與凡人女子結合生子。
- Azazel：希伯來語「神之強者」之意，创世记中的阿撒瀉勒，另有Asiel、Hazazel、Azel等拼法。他擁有熾天使或智天使的位格，是看守天使群的指揮者。在拿非利人（看守天使與人類所生的巨人）遍佈全地製造災難後，身為指揮官的阿撒瀉勒自然得負完全的責任。

據說他被其它大天使埋在耶路撒冷附近的深坑中，處以永遠的幽閉處份，在最後的審判日將被投到火湖裡去。另一版本的傳說，是阿撒瀉勒拒絕率領看守天使服務人類，說：「火之子焉可拜土之子？」因而被罰。在地獄裡，因其原本的崇高地位和權能，被路西法任為左右手。形體有七個蛇形頭、十四張臉和12枚羽翼。
- Agniel：傳授人類魔法和勾引異性的邪法。

- Ammel：洩露神的名號給人類女子。

- Arquiel（Saraquiel）：教導人類風水之利。

- Araziel：「神是正午」

- Asael：「神所造的」

- Asbeer：「棄神者」，撒布不和的種子，誘惑其他的看守天使。

- Baraquieel：傳授人類占星術。

- Echsael：人類氣象學的祖師。

- Gadrel：「我得神之助」。據說在以諾書中指稱Gadrel曾引誘夏娃。Gadrel教給人類工具和武器的製造法。

- Cassdae：列於天界天使團中。

- Casiudien：重症治療術的指導者。

- Cocabell：教給人類天文學。

- Benemel：可說是人類文明的最大功臣，把文字傳給了人。

- Pharmoros：藥草、臨床診斷等等技術的指導天使。

- Tourel：「神之岩」

- Usiel：「神的力量」

- Ithuriel&Zephon：「神的發現」，這是在『失樂園』所記、共同看守伊甸園的天使。

### 被放逐的天使
新約《啟示錄》12:3-4中提到龍的尾巴拖拉著天上星辰的三分之一，摔在地上。第7 - 9，龍和他的天使對抗米迦勒的天堂戰爭中，戰鬥失敗。他們被趕出了天堂，墮落到地球。因此，在基督徒中，也稱之為被放逐的天使。

### 撒旦
《聖經》中，新約《路加福音》10:18明確提到：「耶穌對他們說：『我曾看見撒旦從天上墜落，像閃電一樣。』（He replied, "I saw Satan fall like lightning from heaven."）」
在約伯記中，神的兒子們就是天使，撒旦也在其中（伯1:6）。詩篇裏說“在天空誰能比耶和華呢？神的眾子中，誰能像耶和華呢？（For who in the skies above can compare with the LORD? Who is like the LORD among the heavenly beings?）”（詩89:6）其中“神的眾子”顯然也是指天使。

### 路西法
Lucifer：從第五世紀起，基督教文學中開始將路西法（Lucifer在拉丁文中的字面意思為light-bearer（也就是光的引導者）或morning star（也就是晨星））稱為魔鬼。這種用法源於《以賽亞書》14:3-20，用這個名字來形容巴比倫王，自視過高，自詡為神，從天上墮落：
「明亮之星、早晨之子啊！你何竟從天墜落？你這攻敗列國的，何竟被砍倒在地上？你心裡曾說：我要升到天上，我要高舉我的寶座在神眾之星以上，我要坐在聚會的山上、在北方的極處，我要升到高雲之上，我要與至上者同等，然而你必墜落陰間、到坑中極深之處，凡看見你的，都要定睛看你、留意看你，說：使大地戰抖、使列國震動、使世界如同荒野、使城邑傾覆、不釋放被擄的人歸家、是這個人麼？列國的君王俱各在自己陰宅的榮耀中安睡。惟獨你被拋棄、不得入你的墳墓，好像可憎的枝子，以被殺的人為衣，就是被刀刺透、墜落坑中石頭那裡的，你又像被踐踏的屍首一樣。你不得與君王同葬，因為你敗壞你的國、殺戮你的民，惡人後裔的名、必永不提說。(How you have fallen from heaven, morning star, son of the dawn! You have been cast down to the earth, you who once laid low the nations!You said in your heart, "I will ascend to the heavens; I will raise my throne above the stars of God; I will sit enthroned on the mount of assembly, on the utmost heights of Mount Zaphon.I will ascend above the tops of the clouds; I will make myself like the Most High."But you are brought down to the realm of the dead, to the depths of the pit.) 」
最初起源於舊約聖經《以賽亞書》第十四章，“明亮之星，早晨之子。”希伯来原文字為“הילל בן שחר”（helel ben-shachar ）,意思为照耀（發光）的星,黎明之子. 其中的“הילל”（helel）即是“明亮之星”这個词的最初形態。
希臘文在《以賽亞書》14:12使用Ἑωσφόρος一詞（heosphoros，“dawn-bearer”），而不是φωσφόρος
再轉拉丁語武加大譯本翻譯時就變成了“lucifer”讀音變成了“路西法”，但意思還是“晨星”。也就是说，此時的“路西法”還只是拉丁語里“晨星”的音譯而已.
但是在拉丁語往下翻譯時出了問題，欽定版聖經(詹姆士王譯本 KJV:King James Version)，在翻譯時完全没有動這個詞，直接就用了拉丁语“Lucifer”。在翻譯中，詞彙完全不變的只有一種東西，名字。在這時，天使路西法的誤傳才正式出現。
晨星（morning star）在《彼得後書》1:19（「我們並有先知更確的預言，如同燈照在暗處；你們在這預言上留意，直等到天發亮，晨星在你們心裡出現的時候，才是好的。(And we have the word of the prophets made more certain, and you will do well to pay attention to it, as to a light shining in a dark place, until the day dawns and the morning star rises in your hearts.) 」）以及《以賽亞書》14:12（「明亮之星，早晨之子啊，你何竟從天墜落？你這攻敗列國的，何竟被砍倒在地上？(How you have fallen from heaven, morning star, son of the dawn! You have been cast down to the earth, you who once laid low the nations!」）中曾經出現.

### 其他
一般認為，上述的墮天使中，惡龍，撒旦和路西法為同一者。
而傳說墮天使都有令人驚豔的美貌（通常都是男子的形象），並經常以自己的魅惑的眼睛與美貌吸引年輕漂亮的女子，來吸取她們的靈魂以此青春永駐。